# Japanischer Fußball-Supercup 2024
Der japanische Fußball-Supercup 2024, aus Sponsorengründen auch  Fujifilm Super Cup 2024 genannt, wurde am 17. Februar 2024 zwischen dem Japanischen Meister 2023 Vissel Kōbe und dem Kaiserpokal-Sieger 2023 Kawasaki Frontale ausgetragen. Das Spiel fand im Nationalstadion in Tokio statt. Kawasaki Frontale gewann das Spiel vor 52.142 Zuschauern durch das Tor von Sai van Wermeskerken in der 48. Minute mit 1:0.

## Spielstatistik
| Paarung           | Vissel Kōbe – Kawasaki Frontale |
| Ergebnis          | 0:1 (0:0) |
| Datum             | 17. Februar 2024 um 13:35 Uhr |
| Stadion           | Nationalstadion (Tokio, 2019), Tokio |
| Zuschauer         | 52.142 |
| Schiedsrichter    | Akihiko Ikeuchi |
| Tore              | 0:1 Sai van Wermeskerken (48.) |
| Vissel Kōbe       | Daiya Maekawa – Gōtoku Sakai, Ryō Hatsuse (83. Nanasei Iino), Tetsushi Yamakawa, Matheus Thuler – Hotaru Yamaguchi, Takahiro Ōgihara (70. Yōsuke Ideguchi), Haruya Ide (21. Taisei Miyashiro) – Daiju Sasaki, Yūya Ōsako, Jean Patrick (70. Rikuto Hirose) Cheftrainer: Takayuki Yoshida                |
| Kawasaki Frontale | Naoto Kamifukumoto – Yūichi Maruyama, Sai van Wermeskerken (80. Yūsuke Segawa), Shūto Tanabe (46. Sōta Miura), Kōta Takai – Zé Ricardo, Tatsuki Seko (85. Yūki Yamamoto), Hinata Yamauchi (80. Kento Tachibanada) – Patrick Verhon (65. Marcinho), Bafétimbi Gomis, Shin Yamada Cheftrainer: Tōru Oniki |
| Gelbe Karten      | Takahiro Ōgihara (67.) – Shūto Tanabe (15.), Bafétimbi Gomis (25), Kento Tachibanada (90.+2') |

### Auswechselspieler
| Auswechselspieler | Auswechselspieler |
| --- | --- |
| Vissel Kōbe | Kawasaki Frontale |
| - Taisei Miyashiro (21.) ▲ - Yōsuke Ideguchi (70.) ▲ - Rikuto Hirose (70.) ▲ - Nanasei Iino (83.) ▲ - Shōta Arai - Ryūho Kikuchi - Takuya Iwanami | - Sōta Miura (46.) ▲ - Marcinho (65.) ▲ - Kento Tachibanada (80.) ▲ - Yūsuke Segawa (80.) ▲ - Yūki Yamamoto (85.) ▲ - Shunsuke Andō - Renji Matsui |